# Опольське воєводство (1975–1998)
Опольське воєводство (пол. województwo opolskie) — адміністративно-територіальна одиниця Польщі найвищого рівня, яка існувала у 1975—1998 роках.
Являло собою одну з 49 основних одиниць адміністративного поділу Польщі, які були скасовані в результаті адміністративної реформи Польщі 1998 року.
Займало площу 8535 км². Адміністративним центром воєводства було місто Ополе. Після адміністративної реформи воєводство припинило своє існування і його територія відійшла до новоствореного Опольського воєводства.

## Районні адміністрації
- Районна адміністрація у Бжезі для гмін: Бжег, Гродкув, Левін-Бжеський, Гміна Любша, Ольшанка та міста Бжег
- Районна адміністрація в Ґлубчицях для гмін: Баборув, Браніце, Глубчице та Кетш
- Районна адміністрація в Кендзежин-Козьле для гмін: Берава, Цисек, Глогувек, Павловічкі, Польська Церекев, Ренська Весь, Вальце, Здзешовіце та міста Кендзежин-Козьле
- Районна адміністрація в Ключборку для гмін: Бичина, Домашовіце, Ключборк, Лясовіце-Вельке, Намислув, Сьверчув, Вількув та Волчин, а також міст Бичина, Ключборк, Намислув та Волчин
- Районна адміністрація в Нисі для гмін: Глухолази, Каменник, Корфантув, Любжа, Ламбіновіце, Ниса, Отмухув, Пачкув, Пакославіце, Прудник та Скорошице
- Районна адміністрація в Ополе для гмін: Біла, Хжонстовіце, Домброва, Добжень-Велькі, Гоголін, Компрахцице, Крапковіце, Лубняни, Мурув, Немодлін, Озімек, Покуй, Попелюв, Прушкув, Стшелечкі, Тарнув-Опольський, Туловіце, Турава, Зембовіце та міста Ополе
- Районна адміністрація у Стшельці-Опольські для гмін: Ізбицько, Ємельниця, Кольоновське, Лесьниця, Стшельце-Опольське, Уязд та Завадзьке.

## Міста
| - Ополе - Кендзежин-Козьле - Ниса - Бжег - Ключборк - Прудник - Стшельце Опольське - Крапковіце - Намислув | - Ґлухолази - Ґлубчице - Здзешовіце - Озімек - Ґродкув - Пачкув - Завадзьке - Немодлін - Кетш | - Волчин - Гоголін - Левін-Бжеський - Глогувек - Отмухув - Бичина - Прушкув - Біла - Корфантув |

## Населення
- 1975 – 971 300
- 1980 – 975 000
- 1985 – 1 013 700
- 1990 – 1 018 600
- 1995 – 1 025 200
- 1998 – 1 022 100